# Rashid (nome)
Rashid (in arabo: رشيد, راشد) è un nome proprio di persona arabo maschile.  

## Varianti
- Maschili: رشيد ,راشد (Rasheed, Rashed[1], Rachid)
- Femminili: رشيدة, راشدة (Rashida[1], Rachida)

## Origine e diffusione
Significa "ben guidato", "giustamente guidato" in arabo. L'aggettivo arabo da cui è nato il nome significa letteralmente "razionale". Al-Rachid è anche una delle tante maniere con cui i musulmani designano Allah o il profeta Maometto.

## Persone

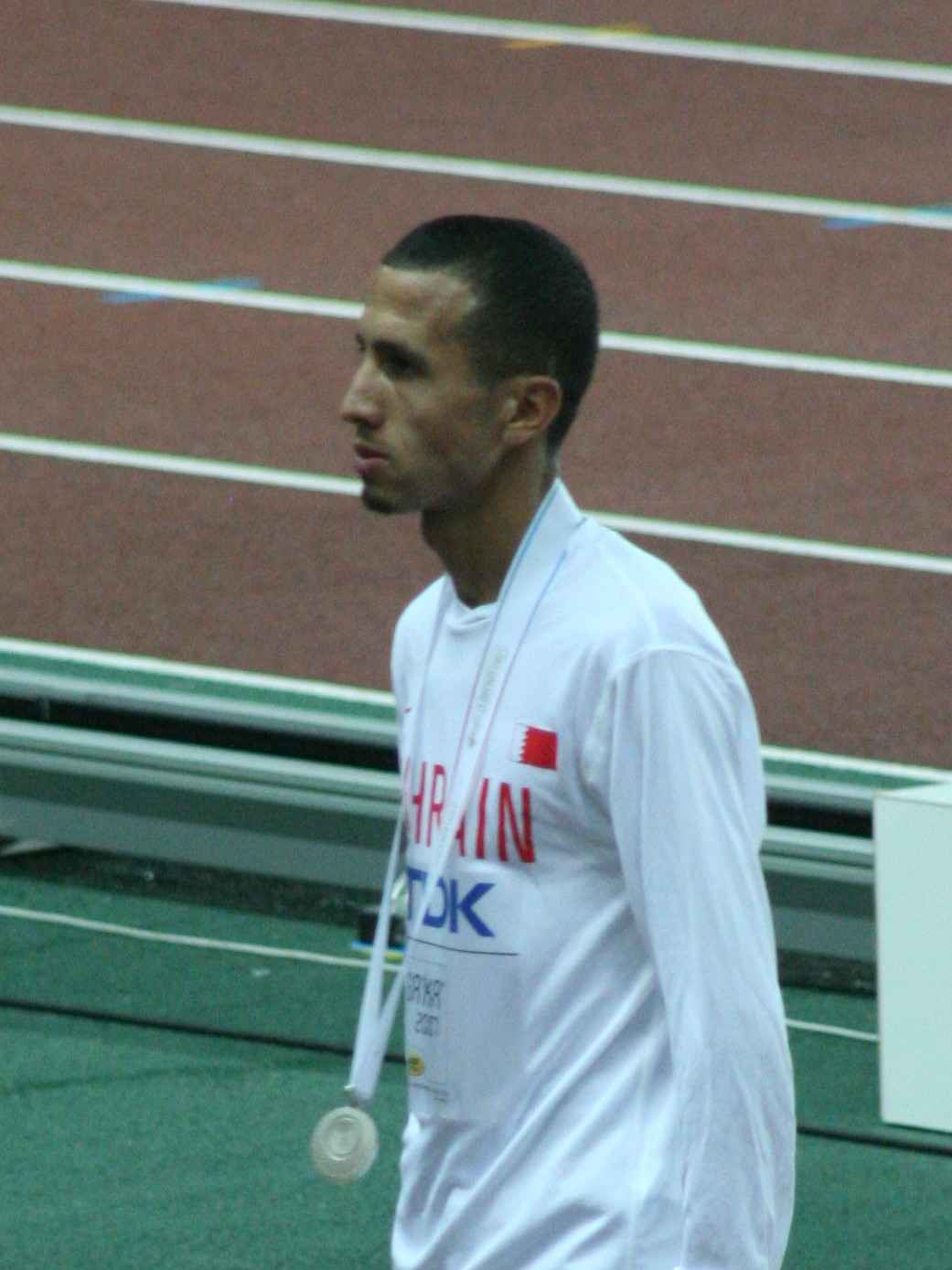
Rashid Ramzi

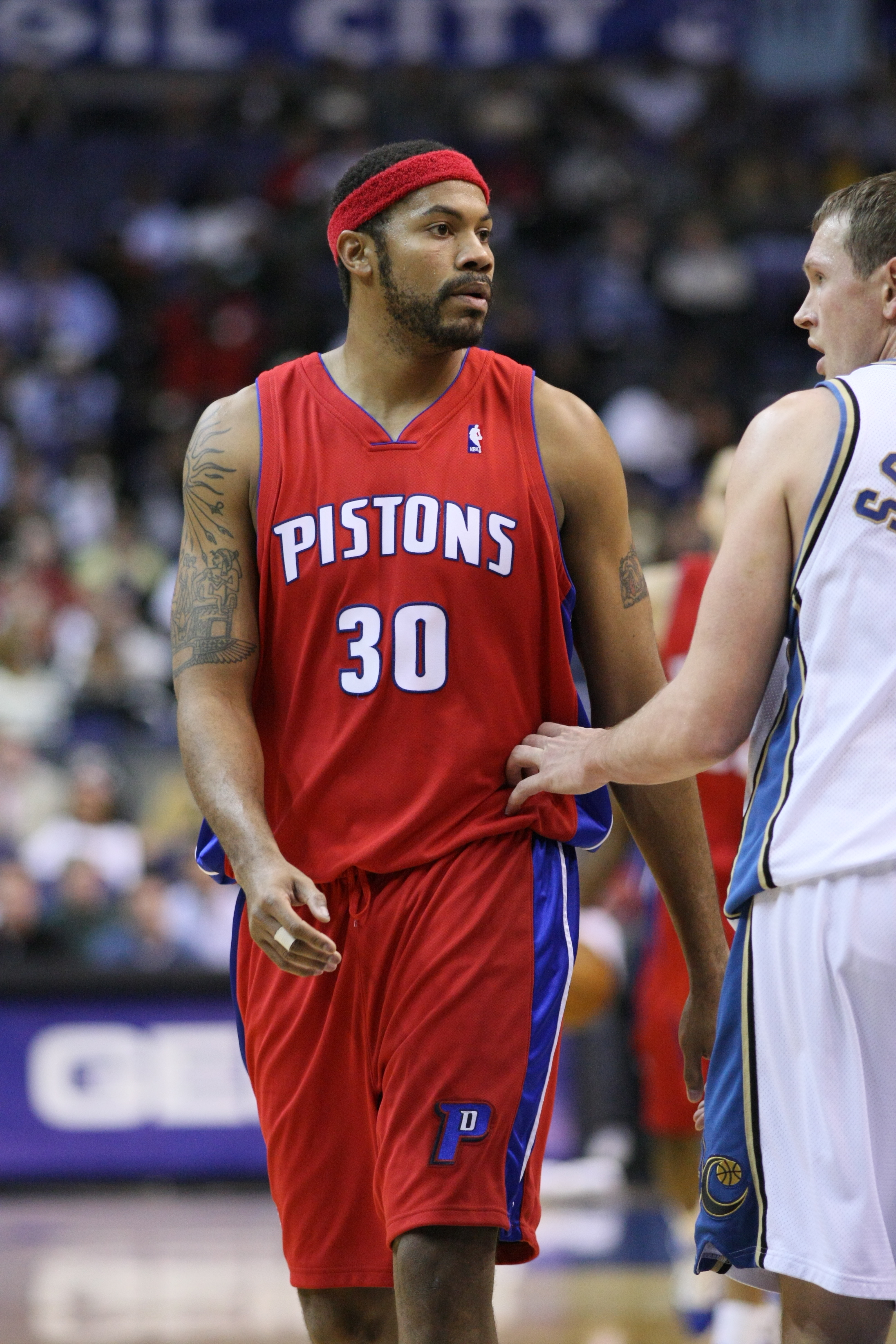
Rasheed Wallace

- Rashid Abdulrahman, calciatore emiratino
- Rashid Shafi Al-Dosari, atleta qatariota
- Rashid Ali al-Kaylani, politico iracheno
- Rashid Al-Mugren, calciatore saudita
- Rashid Atkins, cestista statunitense
- Rashid Ghannushi, ideologo tunisino
- Rashid Karame, politico libanese
- Rashid Ramzi, atleta marocchino naturalizzato bahreinita
- Rashid Meredow,  politico e diplomatico turkmeno
- Rashid Sumaila, calciatore ghanese
- Rashid Alievich Sunyaev, fisico e astronomo russo

### Variante Rashed
- Rashed Alzaabi, cestista emiratino
- Rashed Eisa, calciatore emiratino
- Rashed Hassan Saeed, calciatore emiratino

### Variante Rasheed

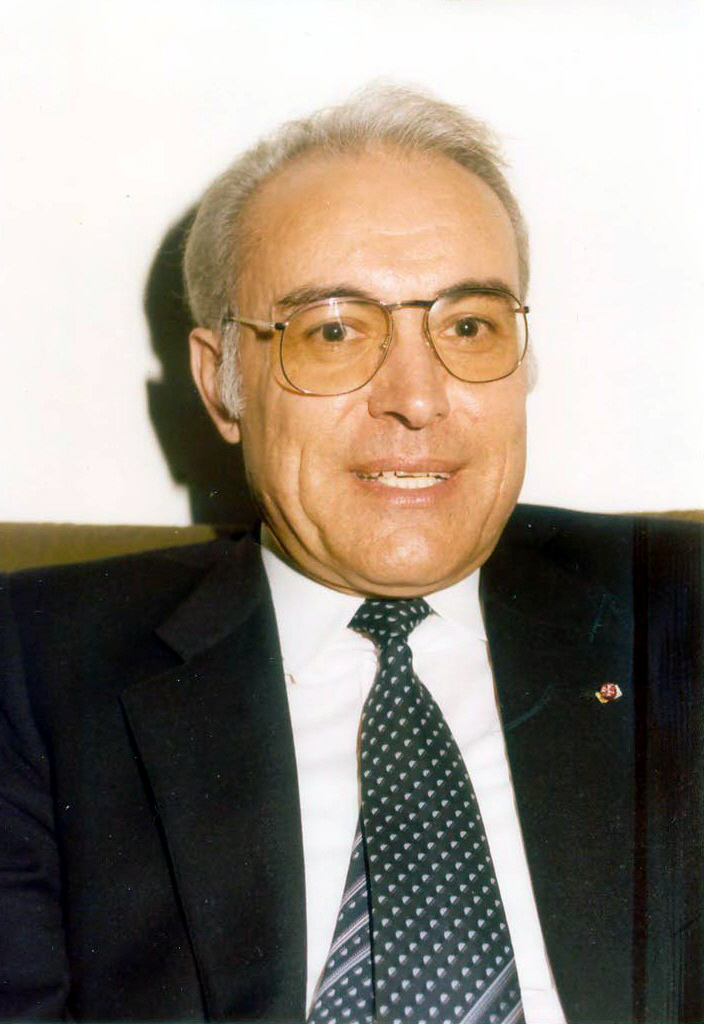
Rachid Sfar

- Rasheed Araeen, pittore, scultore, critico d'arte e artista concettuale britannico
- Rasheed Brokenborough, cestista statunitense
- Rasheed Clark, scrittore statunitense
- Rasheed Wallace, cestista statunitense

### Variante Rachid

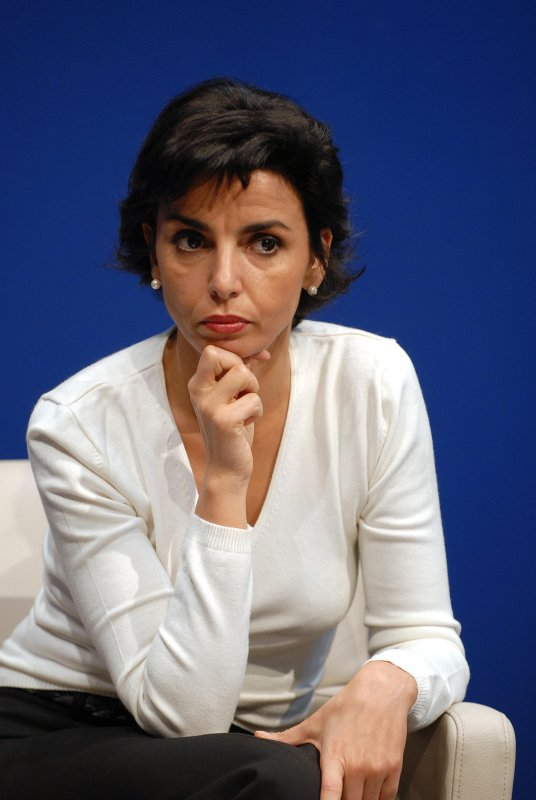
Rachida Dati

- Rachid del Marocco, principe marocchino, ultimogenito del re Hasan II del Marocco
- Rachid Azzouzi, calciatore marocchino
- Rachid Benhadj, regista algerino
- Rachid Berradi, atleta italiano
- Rachid Bouaouzan, calciatore olandese
- Rachid Bouchareb, regista francese
- Rachid Boudjedra, scrittore algerino
- Rachid Daoudi, calciatore marocchino
- Rachid El Ouali, regista, attore e comico marocchino
- Rachid Harkouk, calciatore algerino
- Rachid Mekhloufi, calciatore e allenatore di calcio francese naturalizzato algerino
- Rachid Neqrouz, calciatore marocchino
- Rachid O., scrittore marocchino
- Rachid Rokki, calciatore marocchino
- Rachid Sfar, politico tunisino
- Rachid Taha, cantante e compositore algerino
- Rachid Tiberkanine, calciatore belga naturalizzato marocchino
- Rachid Ziar, atleta algerino

### Varianti femminili
- Rachida Brakni, attrice francese
- Rachida Dati, politica francese
- Rashida Jones, attrice, modella e musicista statunitense

## Il nome nelle arti
- Rashid, personaggio introdotto in Street Fighter V

## Toponimi
- Al-Rashidiyya è una città del Marocco chiamata così in onore del principe Rachid del Marocco.